# Seeb
Al-Seeb, As Seeb o As Sib  (لسيب in arabo), è una città nel Governatorato di Mascate e capoluogo dell'omonima provincia, nel nord-est dell'Oman. Al 2020 era la seconda città dell'Oman, dopo la capitale Mascate, con 470.878 abitanti.